# El hombre de Button Willow
El hombre de Button Willow es película de animación de género wéstern estadounidense de 1965 que trata de las aventuras de Justin Eagle, el primer agente del Gobierno de los Estados Unidos. Fue estrenada el 3 de abril de 1965 en Estados Unidos.

## Producción
De acuerdo con el dossier de prensa de la película, Dale Robertson escribió la historia original y produjo la cinta, junto a Phyllis Bounds Detiege, de la United Screen Arts.

## Reparto de voces
- Dale Robertson : Justin Eagle
- Edgar Buchanan : Sorry
- Howard Keel : Vocalista
- Barbara Jean Wong : Stormy
- Herschel Bernardi : Capitán, Saloon 1
- Pinto Colvig : Abner Hawkins
- Ross Martin : Andy Svenson
- Cliff Edwards : Doc
- Verna Felton : Mrs. Pomeroy
- Thurl Ravenscroft : Reverendo, Saloon 2
- Shep Menken : Shanghai Kelly
- John Hiestand : Viejo
- Clarence Nash : Senador Freeman
- Edward Platt : hombre de capa negra
- Buck Buchanan : vendedor de periódicos

## Música
Todas las canciones fueron escritas por George Bruns y Phyllis Bounds-Detiege:
- "The Man from Button Willow".
- "Excuse Me, Ma'am".
- "A Bright and Early Moring on the Farm".
- "By Golly".